# Miles O’Brien (Star Trek)

Miles Edward O'Brien (Colm Meaney)

Miles Edward O’Brien a Star Trek című amerikai tudományos-fantasztikus sorozat egyik szereplője. A USS Enterprise-D transzporterfőnöke, illetve a Deep Space Nine űrállomás főgépésze. Colm Meaney alakítja.

## Áttekintés
Karrierje elején a USS Ruthledge-en szolgált Maxwell kapitány alatt. Részt vett a kardassziaiak által ostrom alá vett Setlic III túlélőinek mentőakciójában is. 
A USS Enterprise-D indulásakor a legénység tagja volt, mint kormányos, majd transzporter főnökké léptették elő. Hamarosan feleségül vette Keiko Ishikawát, akitől később Worf hadnagy segítségének köszönhetően megszületett első gyermeke, Molly. 
Hamarosan áthelyezték a kardassziaiak által elhagyott Terok Nor nevű, a Bajor bolygó körül keringő ércfeldolgozó állomás főmérnöki posztjára. A Csillagflotta a Terok Nort Deep Space Nine űrállomásra nevezte át, és ez az állomás lett a Gamma Kvadránsba vezető expedíciók és a Domínium elleni háború központja.  Az indulásakor O'Briennek rengeteg problémája akadt az állomás kardassziai tervezésű rendszereivel, és ez a későbbiekben sem sokat változott, bár sikerült felújítania a DS9 fegyverrendszerét.
Egy alkalommal a kardassziaiak letartóztatták O'Brient és a Maquis-val való együtt működés miatt bíróság elé állították. Odo és Benjamin Sisko, a DS9 parancsnoka mindent megtett, hogy megmentsék a főgépészt, hiszen a kardassziai tárgyalások egyetlen lehetséges kimenetele a vádlott bűnössé nyilvánítása és kivégzése.
Amikor második gyermekükkel terhes felesége megsérült, és a baba majdnem meghalt, Dr. Bashirnek sikerült azt Kira Nerys őrnagyba áttranszportálnia, így második gyermekét, Yoshit ő hordta ki. 
A Domínium előretörésével, amikor Dukat és Weyoun átvette a DS9 parancsnokságát, öt év munkáját kellett lerombolnia, így az összes rendszert működésképtelenné tette, és törölte a komputerek memóriáját is. A háború idején a USS Defianton szolgált, az állomás visszavétele után visszatért a posztjára.
A háború végeztével, a családjával együtt visszament a Földre, majd a Csillagflotta Akadémián kezdett tanítani.

## Érdekességek
A Star Trek főszereplők közül ő az, aki legalább három alkalommal vesz részt "kocsmai" verekedésben (pl. TNG: Night Terrors, DS9: Trials and Tribble-ations)